# Blåbärslundmätare
Blåbärslundmätare (Jodis putata) är en fjärilsart som beskrevs av Carl von Linné 1758. Blåbärslundmätare ingår i släktet Jodis och familjen mätare. Arten är reproducerande i Sverige. Inga underarter finns listade i Catalogue of Life.

## Bildgalleri

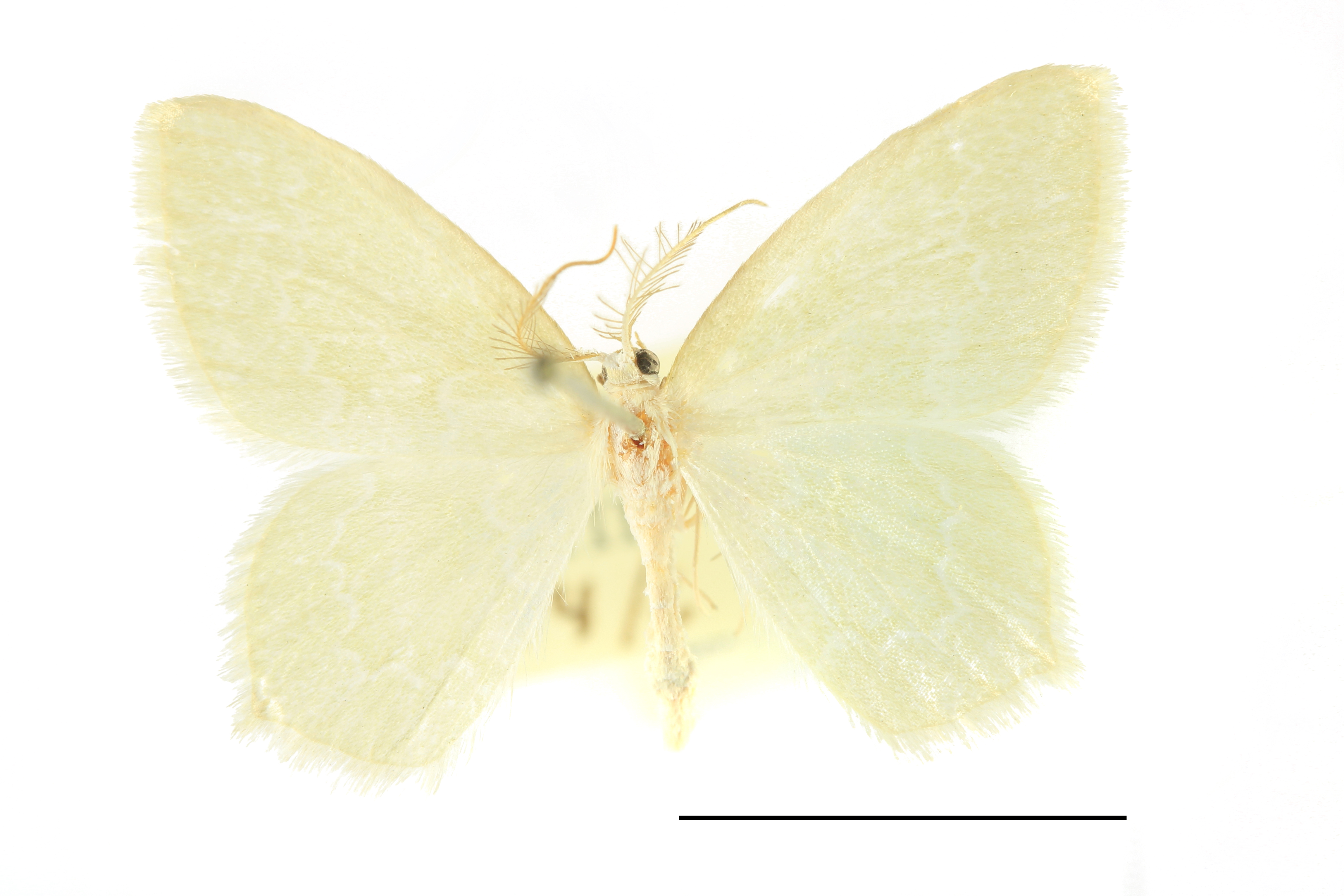
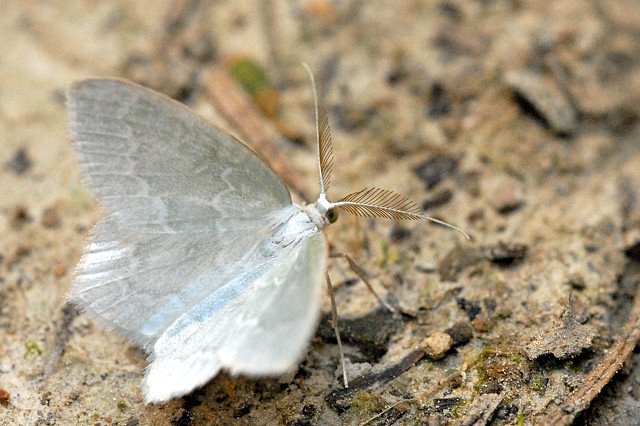
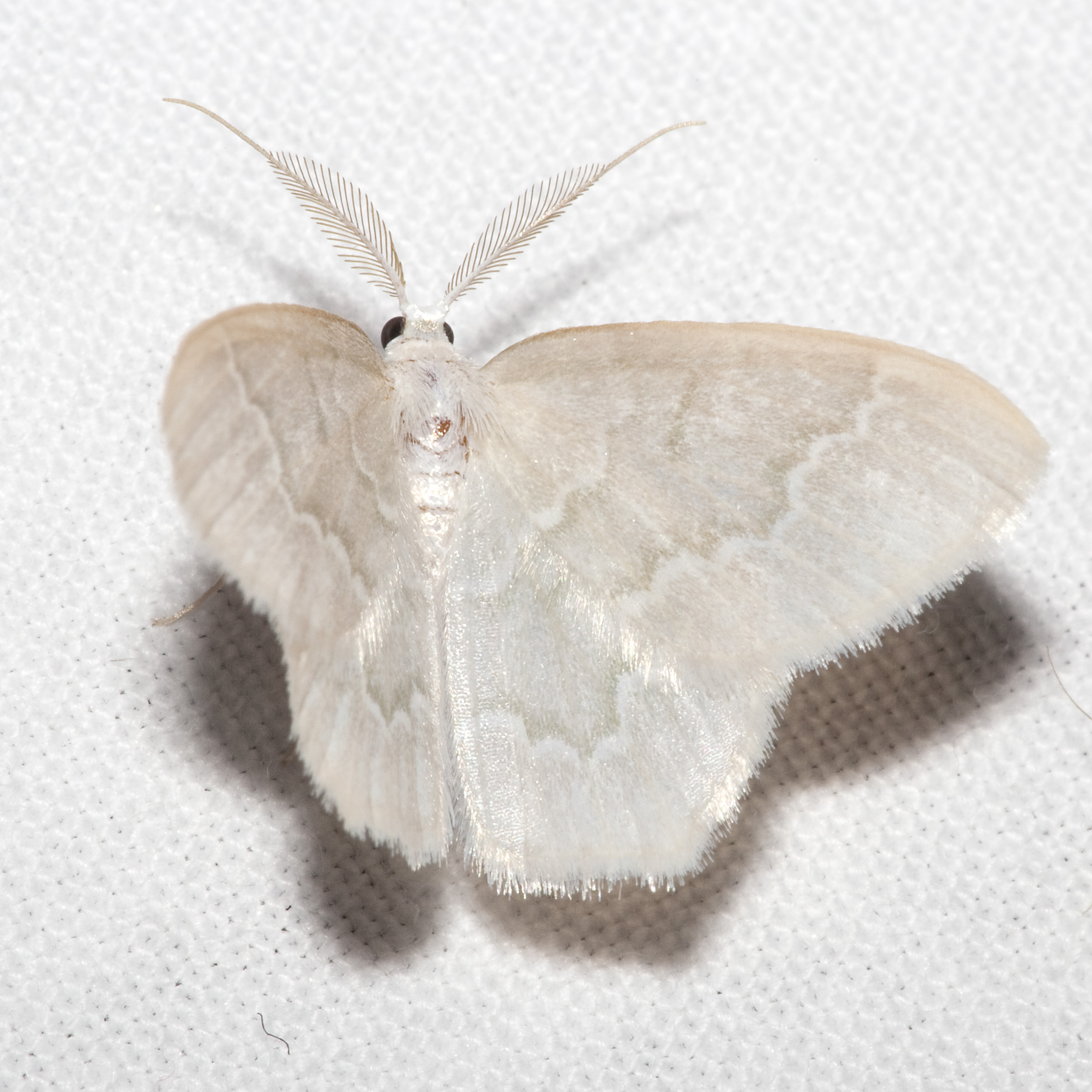